# رالف هیل
رالف هیل (انگلیسی: Ralph Hill؛ ۲۶ دسامبر ۱۹۰۸ – October 17, 1994 (aged 85)) ورزشکار دو و میدانی اهل ایالات متحده آمریکا بود. 
وی در مسابقات کشوری و بین‌المللی در مجموع برندهٔ ۱ مدال نقره شده‌است.